# TRIGA

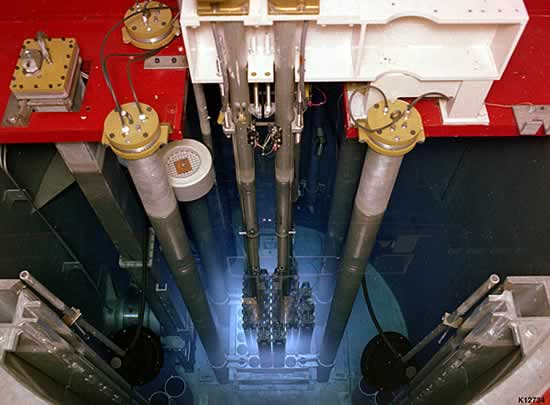
Cœur d'un réacteur TRIGA

TRIGA est une catégorie de petit réacteur nucléaire de recherche, conçue et réalisée par la compagnie américaine General Atomics. TRIGA est l’acronyme anglais pour Training, Research, Isotopes, General Atomics, ce qui signifie « Formation, Recherche, Isotopes, General Atomics ».

## Fonctionnement
Les réacteurs TRIGA peuvent être construits sans enceinte de confinement. Par conséquent, ces réacteurs sont employés principalement par des organismes scientifiques et universitaires pour des activités telles que l’enseignement, la recherche privée à but commercial ou la production d’isotopes.
Le combustible employé par ce type de réacteur est à base d’hydrure d’uranium-zirconium (UZrH). Les réacteurs sont renommés pour leur sûreté, car le combustible nucléaire règle automatiquement la puissance, et peut arrêter le réacteur, si nécessaire.
Le prototype du réacteur TRIGA (TRIGA Mark I) fut construit le 3 mai 1958 à San Diego, États-Unis. Ce réacteur fut fermé en 1997. Le site a ensuite été déclaré site nucléaire historique par l’association nucléaire américaine (American Nuclear Society). 
Différents prototypes (Mark II, Mark III) et différentes conceptions du réacteur ont été développées par la suite. 
Actuellement[Quand ?], il existe 35 réacteurs TRIGA aux États-Unis.

## Exportation de la technologie
L'exportation de la technologie a été réalisée conformément à la politique d’Atoms for Peace (le Nucléaire pour la Paix) du président américain Dwight D. Eisenhower en 1953, qui avait comme but de faciliter l’accès à l’énergie nucléaire aux pays en voie de développement.
Dans ce cadre, il existe aujourd’hui[Quand ?] 35 réacteurs construits en dehors des États-Unis. 
- À l'heure actuelle il existe des réacteurs TRIGA dans les pays suivants : 
  - Allemagne, Autriche, Bangladesh, Brésil, Colombie, République démocratique du Congo, Finlande, Iran, Italie, Japon, Malaisie, Mexique, Philippines, Porto Rico, Roumanie, Slovénie, Turquie, Viêtnam et Maroc.
- Des installations supplémentaires sont en cours d'achèvement dans les pays suivants :
  - Roumanie et Thaïlande.

Les concurrents de General Atomics dans la production de réacteurs nucléaires pour la recherche sont :
- TechnicAtome (France),
- Siemens (Allemagne),
- INVAP (Argentine).